# Westermarsch
Westermarsch este o arie protejată (arie de protecție specială avifaunistică — SPA) din Germania întinsă pe o suprafață de 2.538 ha, integral pe uscat.

## Localizare
Centrul sitului Westermarsch este situat la coordonatele 53°33′03″N 7°08′37″E / 53.5508°N 7.1436°E.

## Înființare
Situl Westermarsch a fost declarat arie de protecție specială avifaunistică în iunie 2001 pentru a proteja 18 specii de animale.

## Biodiversitate
Situată în ecoregiunea atlantică, aria protejată nu include niciun habitat protejat.
La baza desemnării sitului se află mai multe specii protejate de  păsări (18): lăcar-de-rogoz (Acrocephalus schoenobaenus), Anas platyrhynchos platyrhynchos, Anser albifrons albifrons, gâscă cenușie (Anser anser), gâscă de semănătură (Anser fabalis), rața moțată (Aythya fuligula), Branta bernicla bernicla, Branta leucopsis, fugaci de țărm (Calidris alpina), erete cenușiu (Circus pygargus), Clangula hyemalis, Fulica atra atra, scoicar (Haematopus ostralegus), Luscinia svecica cyanecula, codobatura galbenă (Motacilla flava), Numenius arquata arquata, ploier auriu (Pluvialis apricaria), nagâț (Vanellus vanellus).